# Saint-Pierre-des-Échaubrognes
Saint-Pierre-des-Échaubrognes ist eine französische Gemeinde mit 1.396 Einwohnern (Stand: 1. Januar 2022) im Département Deux-Sèvres in der Region Nouvelle-Aquitaine. Die Gemeinde gehört zum Arrondissement Bressuire und zum Kanton Mauléon.

## Lage
Saint-Pierre-des-Échaubrognes liegt etwa 13 Kilometer südöstlich von Cholet in der Landschaft des Haut-Poitou. Der Moine begrenzt die Gemeinde im Nordwesten und Nordosten. Umgeben wird Saint-Pierre-des-Échaubrognes von den Nachbargemeinden Maulévrier im Norden, Yzernay im Nordosten, Mauléon im Süden, Osten und Westen sowie La Tessoualle im Nordwesten.

## Geschichte
Während der sog. kleinen Chouannerie  kam es hier am 18. Mai 1815 zum Gefecht bei Échaubrognes zwischen den Truppen des kaiserlichen Frankreich und den Royalisten der Vendée.

## Bevölkerungsentwicklung
| Jahr                      | 1962 | 1968 | 1975 | 1982 | 1990 | 1999 | 2006 | 2013 |
| Einwohner                 | 1012 | 961  | 1023 | 1113 | 1253 | 1251 | 1378 | 1379 |
| Quelle: Cassini und INSEE |      |      |      |      |      |      |      |      |

## Sehenswürdigkeiten

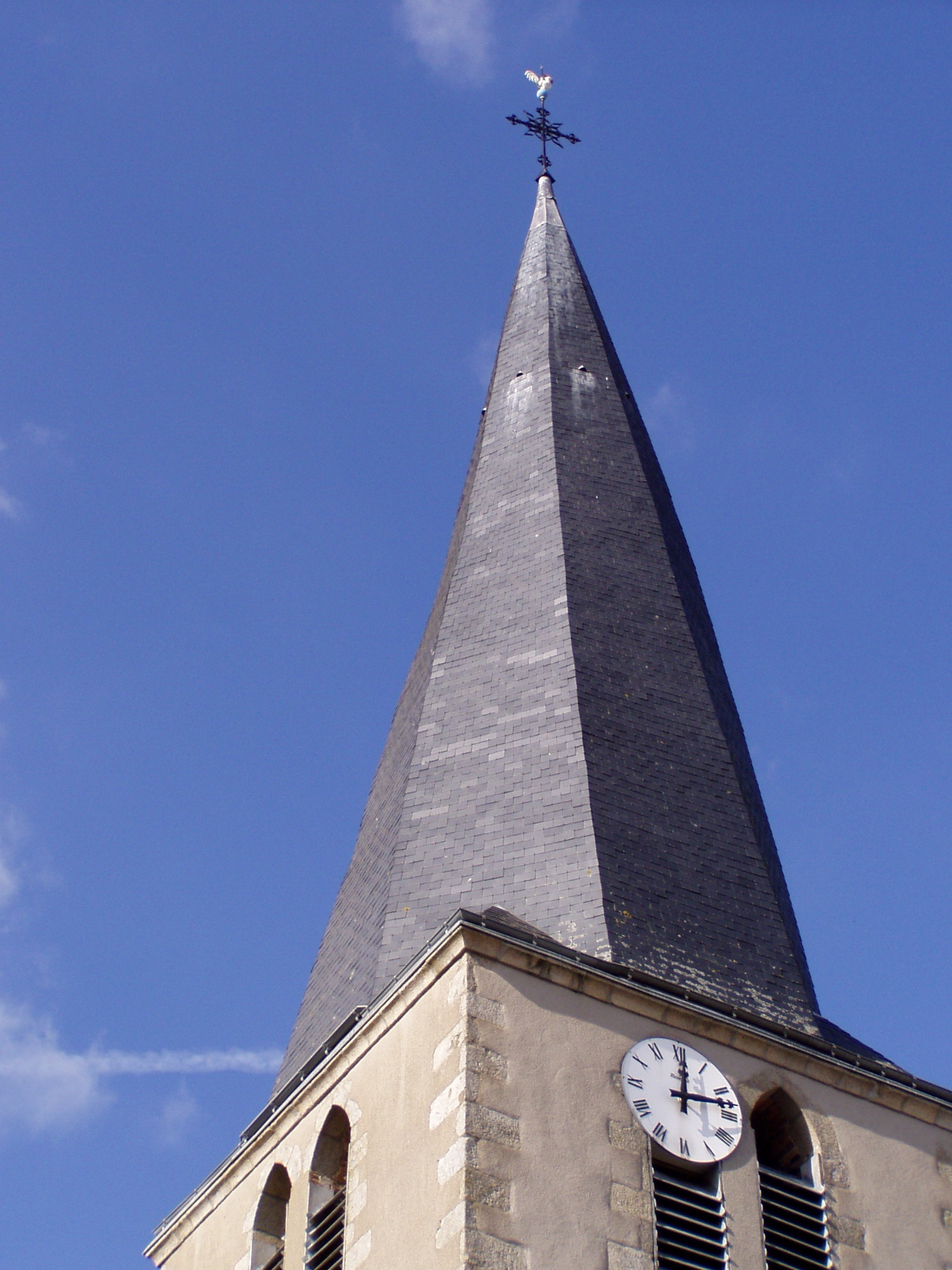
Turm der Kirche Saint-Pierre

- Kirche Saint-Pierre